# Minamata

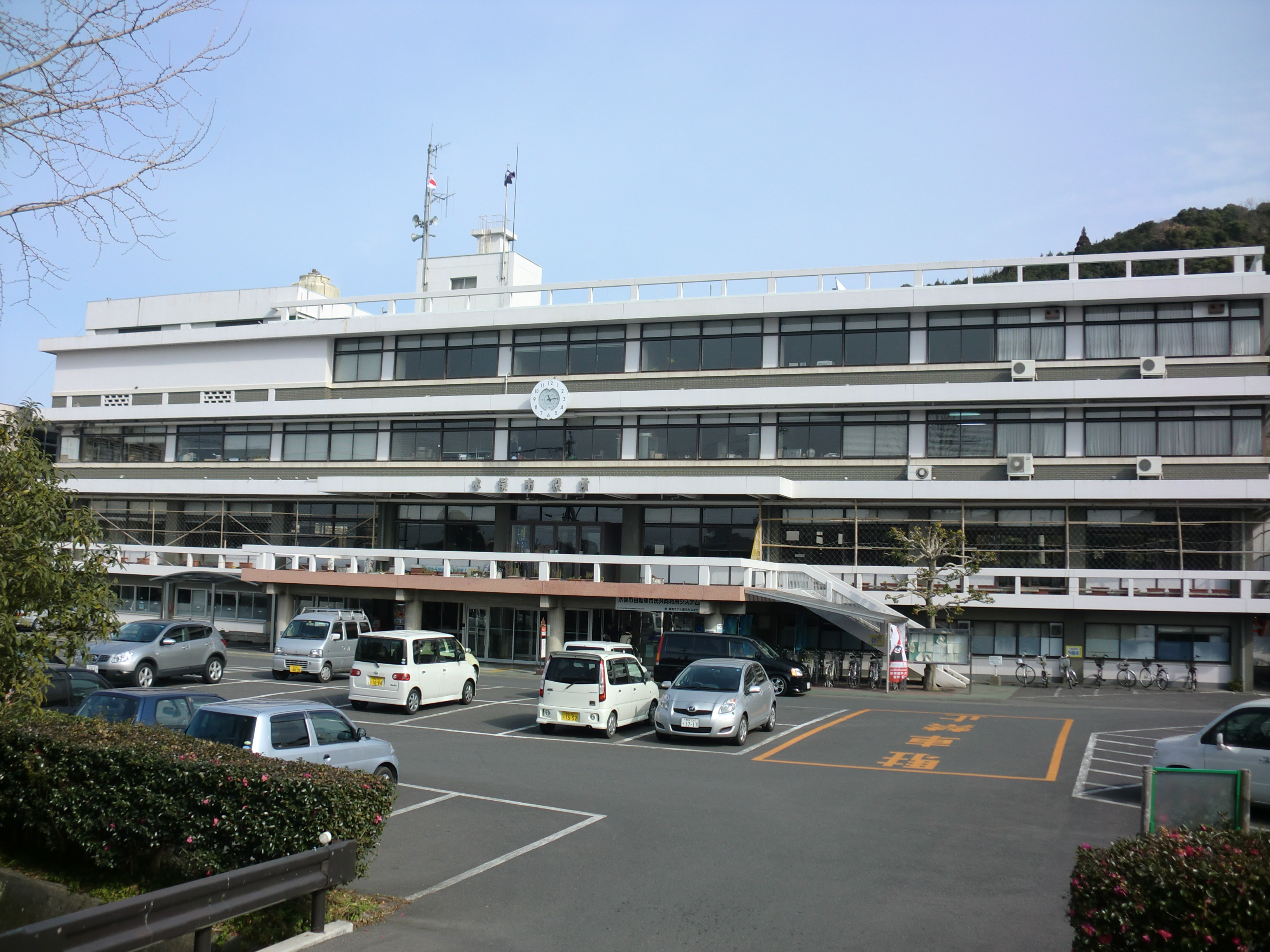
Rathaus von Minamata

Minamata (japanisch 水俣市, -shi) ist eine japanische Stadt in der Präfektur Kumamoto auf der Insel Kyūshū an der Küste zur Yatsushiro-See, die durch eine Meerenge mit dem ostchinesischen Meer verbunden ist. In der Umgebung gibt es mehrere Thermalquellen, die zum Baden genutzt werden.

## Geschichte
Die Stadt wurde am 1. April 1949 zur Shi ernannt.
Minamata wurde zum Begriff für Umweltschäden durch unkontrollierte Verklappung von Abfällen in die Yatsushiro-See, als sich in dem Ort Mitte der 1950er Jahre Schädigungen am zentralen Nervensystem von Menschen und Tieren zeigten, die auf chronische Quecksilbervergiftung durch ungereinigte Abwässer eines Chemiewerkes der Firma Chisso zurückgeführt werden konnten und später unter dem Namen Minamata-Krankheit bekannt wurden. Nach heutigen Schätzungen wurden etwa 10.000 Menschen geschädigt, etwa 3.000 sind daran gestorben.
In Minamata einigten sich 140 Staaten im Januar 2013 bei einer Konferenz der Vereinten Nationen auf die Minamata-Konvention, die am 11. Oktober 2013 im japanischen Kumamoto unterzeichnet wurde. Das Übereinkommen sieht die weltweite Überwachung und Minderung von Quecksilberemissionen vor, insbesondere bei der Erzgewinnung (v. a. Goldgewinnung), aus Kohlekraftwerken, Zementwerken, Metallhütten und Müllverbrennung, außerdem die Abschaffung von quecksilberhaltigen Produkten wie Fieberthermometern und Batterien.

## Verkehr
- Straße
  - Nationalstraße 3: nach Kagoshima oder Kitakyūshū
- Zug
  - JR Kagoshima-Hauptlinie: nach Kagoshima oder Kikakyūshū

## Angrenzende Städte und Gemeinden
- Ōkuchi
- Izumi

## Städtepartnerschaften
- Devonport, Australien

## Söhne und Töchter der Stadt
- Tokutomi Sohō (1863–1957), japanischer Historiker und Journalist
- Tokutomi Roka (1868–1927), japanischer Schriftsteller
- Tanigawa Ken’ichi (1921–2013), japanischer Volkskundler